# Ріма Абдо
Ріма Абдо (англ. Reema Abdo, 19 травня 1963) — канадська плавчиня.
Призерка Олімпійських Ігор 1984 року.